# Laura Dundovic
Laura Dundovich (Sydney, 16 settembre 1987) è una modella australiana, di origini croate, incoronata Miss Australia 2008.
Ha rappresentato l'Australia a Miss Universo 2008 a Nha Trang in Vietnam il 14 luglio 2008, dove si è classificata fra le prime dieci finaliste. Al momento dell'incoronazione, la Dundovic stava studiando psicologia, ma ha lasciato per portare avanti la carriera di modella. Laura Dundovic è stata la prima modella australiana ad essere scelta come testimonial per l'azienda di scarpe Steve Madden.

## Agenzie
- Priscillas Model Management